# Ostnica olbrzymia
Ostnica olbrzymia (Stipa lagascae Roem. & Schult.) – gatunek rośliny z rodziny wiechlinowatych (Poaceae). Występuje na Półwyspie Iberyjskim, w północnej Afryce od Maroka po Egipt oraz w Jordanii i na Cyprze.

## Zastosowanie
Rośliny tego gatunku uprawiane są jako ozdobne.

## Nazewnictwo
Nazwa zwyczajowa tego gatunku nawiązuje do synonimicznej nazwy naukowej – Stipa gigantea Lag. Nazwa ta jest myląca, o tyle, że taka sama (homonim – Stipa gigantea Link) jest synonimem dla gatunku celtica olbrzymia, ostnica olbrzymia Celtica gigantea (Link) F.M.Vázquez & Barkworth. Na liście roślin występujących w Polsce, jako gatunek uprawiany wskazywana jest Celtica gigantea, a nie Stipa lagascae.